# خوتکای ماداگاسکار
خوتکای ماداگاسکار (نام علمی: Anas bernieri) نام یک گونه از سرده انس است.